# XHHEM-FM
Hits 103.7 FM es una estación de radio con licencia en la ciudad de Chihuahua, Chihuahua, México. Transmite en 103.7 MHz de Frecuencia Modulada con 25 kW de potencia.

## Historia
La estación fue concesionada el 20 de marzo de 1943 a Pedro Meneses Jr., hijo de Don Pedro Meneses Hoyos, con el identificativo de llamada XEM-AM en los 1390 kHz con una potencia de 0.5 kW diurnos.
El 1 de enero de 1940 el locutor Alfonso García Mora fue el primero en transmitir en noticiero radiofónico con noticias internacionales, y durante esa década iniciaron las transmisiones de diversas radionovelas para competir con la XEFI-AM. El 9 de marzo de 1952, un incendio consumió las instalaciones desde donde se producía y emitía XEM, destruyendo por completo el edificio y dejando la estación fuera del aire por un tiempo.
El 24 de enero de 1954 la titularidad de la estación fue cambiada a nombre de "Mexican Broadcasting Company, S.A." El 2 de julio de 1969, la estación cambió de frecuencia de 1390 kHz a 850 kHz y se autorizó un aumento en la potencia a 5 kW. El 5 de abril de 1972, la titularidad de la estación fue cambiada a Radio Chihuahua, S.A. propiedad de Grupo Radio Divertida.
En los años 80 la estación se conoció como "Radio Éxitos" y para los años 90 y principios de los años 2000 la estación fue conocida como "Renacimiento Radio" que transmitía música cristiana. El 19 de octubre de 2011, se autorizó realizar el cambio de Amplitud Modulada a Frecuencia Modulada, con el identificativo de llamada XHHEM-FM en los 103.7 MHz y con potencia autorizada de 25 kW, operando por un año en ambas frecuencias. En 2012, se apagó la frecuencia de 850 kHz de A.M. y fue devuelta al estado, quedando la emisora solo en F.M. Posteriormente la estación fue vendida a Multimedios Radio que la convirtió en Milenio Radio.
En agosto de 2014, se sustituyó el formato de Milenio Radio por el de Classic 103.7 FM, basado en el formato Classic 106.9 FM de XHPJ-FM en Monterrey. En enero de 2020, la estación pasó a ser Hits, luego de que XHCHA-FM pasara a ser La Lupe 104.5.